# Nina Tower I
Nina Tower 1 es un rascacielos de 80 plantas y 320 metros (1 051 pies) ubicado en Hong Kong, China. La construcción del edificio empezó en el año 1999 y finalizó en 2007.